# José Manuel Sarmento de Beires

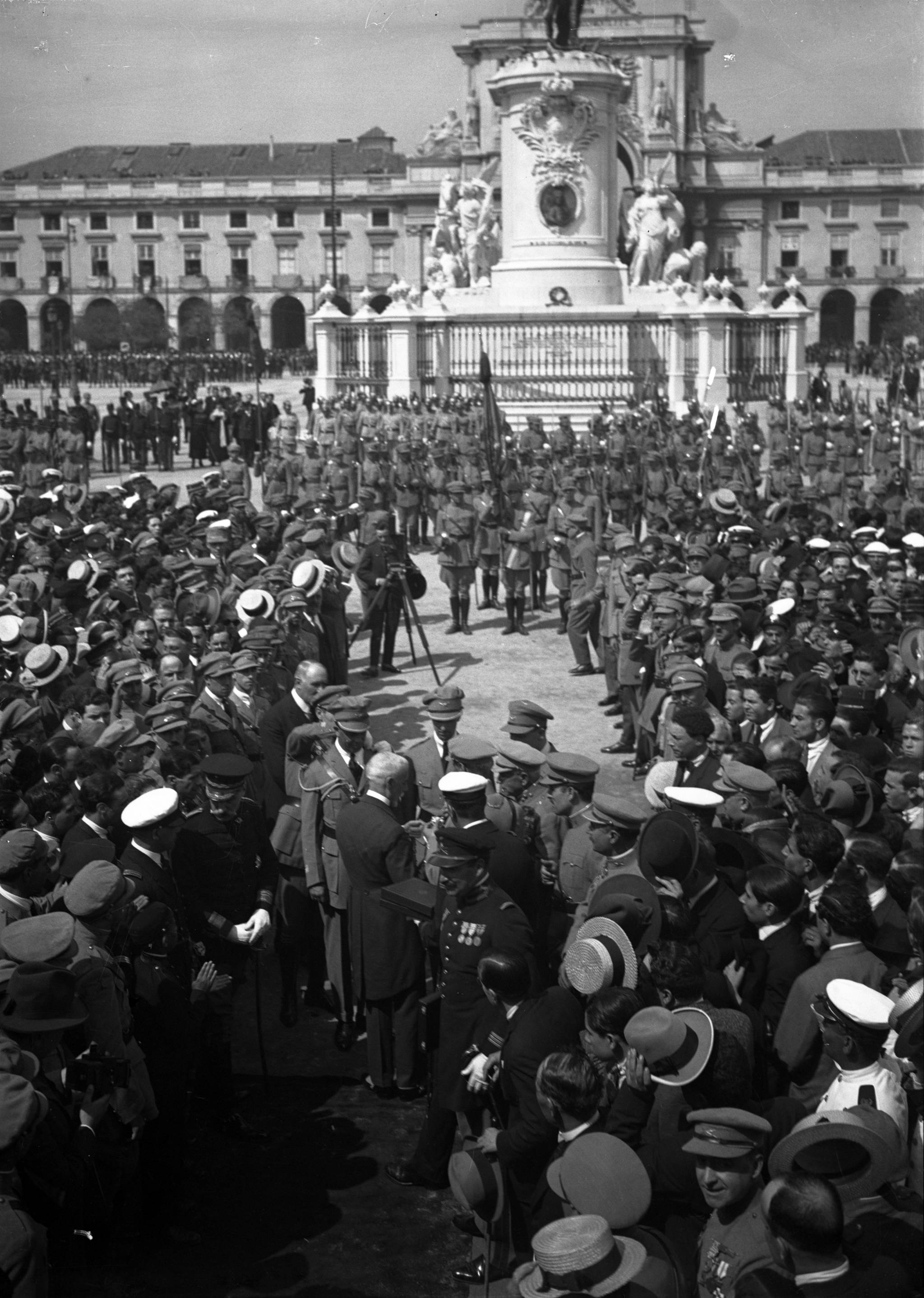
Receção aos aviadores do avião Pátria, Brito Pais, Sarmento de Beires e Manuel Gouveia - 1924

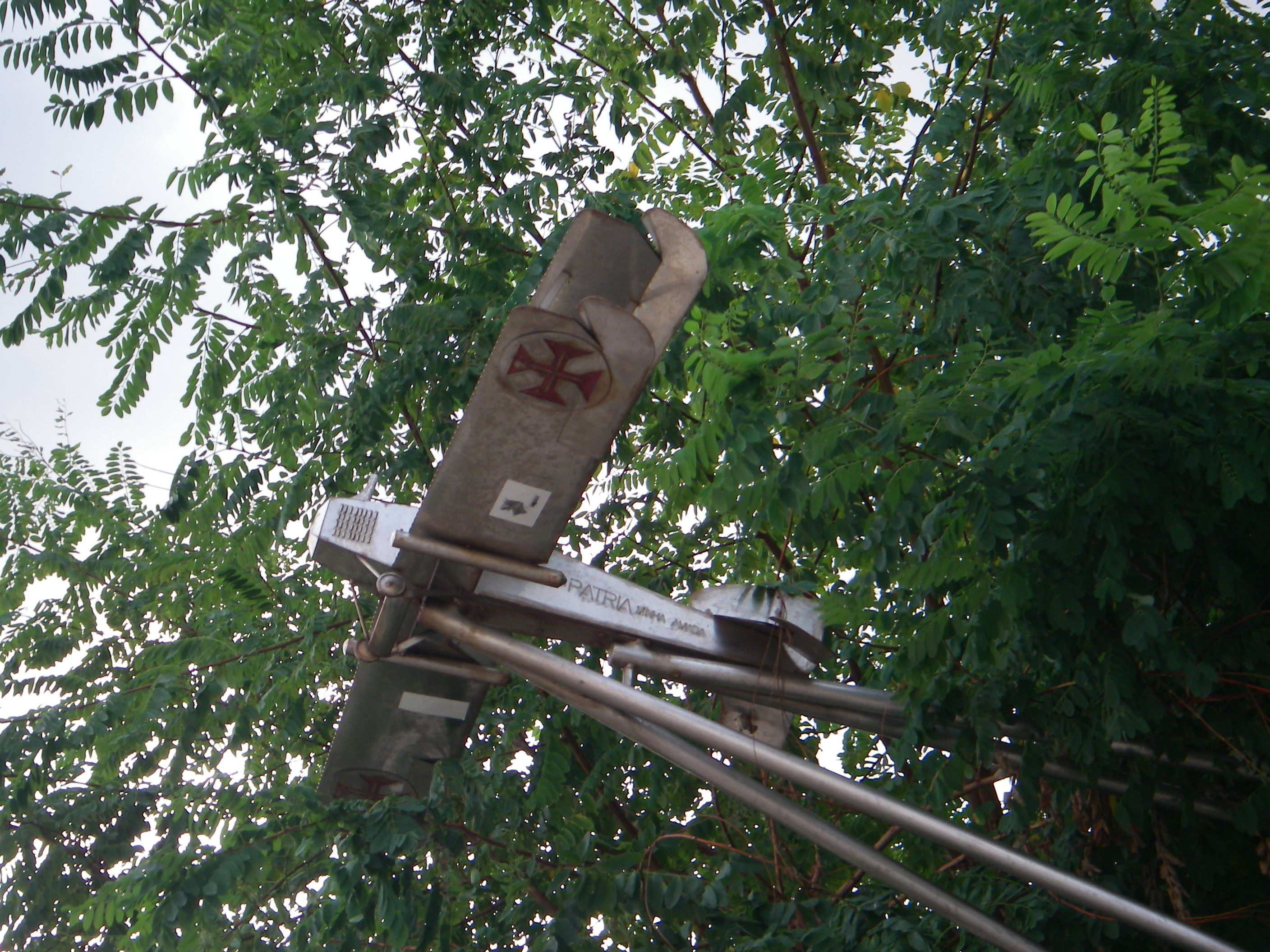
O avião Pátria, monumento em Vila Nova de Milfontes.

José Manuel Sarmento de Beires ComTE • GOTE • ComC • ComSE • ComI (Lapa, Lisboa, 4 de setembro de 1892 — Casa de Saúde da Carcereira, Ramalde, Porto, 8 de junho de 1974) foi um Major do Exército Português, pioneiro da aviação em Portugal.

## Biografia
Frequentou, com o seu irmão, o Colégio Militar.
Pioneiro da Aviação em Portugal. Recebeu o seu diploma de Piloto em 10 de maio de 1917, numa sessão realizada na Sociedade de Geografia de Lisboa, em que também foram entregues os diplomas aos outros 12 primeiros pilotos militares portugueses que eram - além de José Manuel Sarmento de Beires - Olímpio Ferreira Chaves, Azeredo Vasconcelos, Sousa Gorgulho, João Luís de Moura, Luís Cunha e Almeida, António Cunha e Almeida, Miguel Paiva Simões, Pereira Gomes J., Rosário Gonçalves, Duvale Portugal, Aurélio Castro e Silva, José Joaquim Ramires.
Foi o primeiro a realizar a travessia aérea noturna do Atlântico Sul, em 1927.
Foi condecorado com os graus de Comendador da Ordem Militar da Torre e Espada, do Valor, Lealdade e Mérito a 5 de outubro de 1924 (14.º aniversário da República) e de Comendador da Ordem Militar de Cristo a 5 de outubro de 1925 (15.º aniversário da República).
Sarmento de Beires distinguiu-se ainda como opositor ao regime ditatorial instaurado no país pelo Golpe de 28 de Maio de 1926, que entretanto o condecorara com os graus de Oficial da Ordem Militar de Sant'Iago da Espada a 30 de janeiro de 1928 e de Grande-Oficial da Ordem Militar da Torre e Espada, do Valor, Lealdade e Mérito a 3 de fevereiro de 1928, tendo participado da última sublevação armada contra a Ditadura Nacional em 1928, antes de se exilar no Brasil.
Foi iniciado em 1930 na Maçonaria, na loja Paz com o nome simbólico de Bartolomeu Dias.
Participou Na revolta de 26 de Agosto de 1931, dirigida pelo tenente-coronel Utra Machado. Sarmento de Beires  descolando da Base Aérea de Alverca, tentou bombardear o forte de Almada mas falhou o alvo, tendo a bomba caído num largo da vila causando a morte de várias pessoas e muitos feridos, entre os quais dezenas de crianças que ali brincavam com papagaios de papel.
A 11 de junho de 1964 foi agraciado com o grau de Comendador da Ordem do Império. Regressou a Portugal depois da Revolução dos Cravos.
O seu nome perdura na toponímia portuguesa, em nomes de arruamentos, e em Vila Nova de Milfontes foi erigido um monumento em homenagem ao raid aéreo Lisboa-Macau.

## Raid aéreo Lisboa-Macau
Em 1924, os Capitães António Jacinto da Silva de Brito Pais e José Manuel Sarmento de Beires e o Tenente Manuel António Gouveia, fizeram a primeira viagem aérea Portugal-Macau, no avião Pátria. Apesar de ficar conhecida na história pelo Raid Lisboa-Macau, a partida deu-se do Campo dos Coitos, junto a Milfontes a 7 de Abril de 1924. Em homenagem aos aviadores e ao seu feito histórico, foi erguido na Praça da Barbacã, junto ao forte, um monumento que recorda a heroica viagem. Tendo o Pátria se perdido em um acidente na Índia, um novo aeroplano foi adquirido graças a contribuições da população portuguesa em ampla campanha popular, o Pátria II, com o qual o percurso foi finalmente completado.

## Primeira travessia aérea noturna do Atlântico Sul

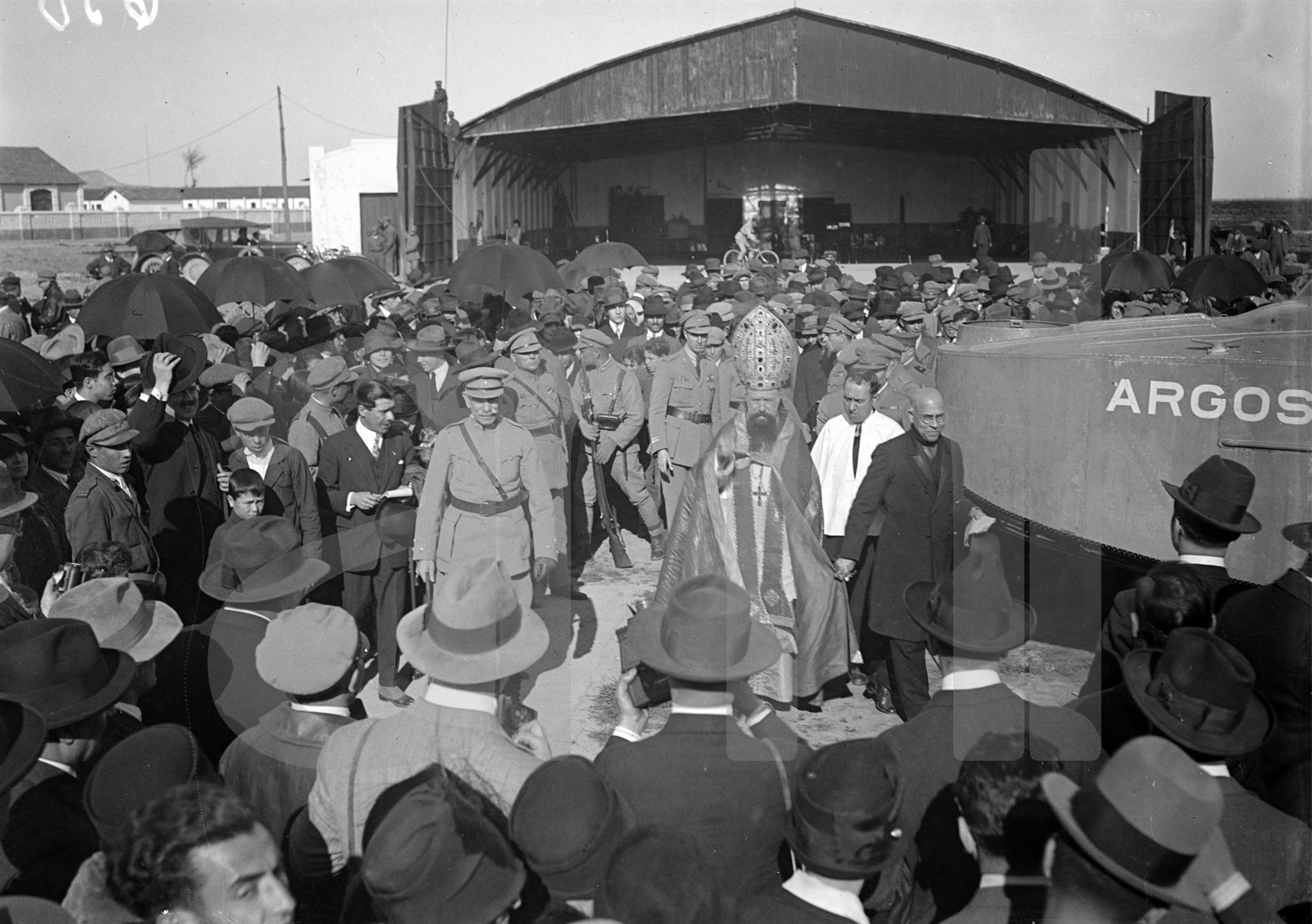
Batismo do hidroavião Argos - 1927.

Concebido em 1924, o seu projeto era o de realizar a circum-navegação aérea originalmente idealizada por Artur de Sacadura Freire Cabral, repetindo o feito marítimo de Fernão de Magalhães no século XVI. Para esse fim, adquiriu um hidroavião Dornier Do J (Wal), metálico, com dois motores Lorraine-Dietrich de 450 cv, que batizou como Argos. A viagem iniciou-se finalmente a 7 de março de 1927, sendo cumprido o trecho Alverca-Casablanca. A equipe era composta por Sarmento de Beires e Duvalle Portugal (pilotos), Jorge de Castilho (navegador) e Manuel Gouveia (mecânico). Em Bolama, problemas técnicos impedem a decolagem e o piloto Duvalle sacrifica-se, permanecendo em terra para aliviar o peso da aeronave e permitir o prosseguimento da viagem. Após outros problemas, decolam dia 16, às 18:08 h, rumo ao Brasil. Devido a problemas de alimentação, o mecânico Gouveia necessitou intervir por duas vezes, salvando o voo. O navegador Castilho dirigiu a aeronave até aos Penedos de São Pedro e São Paulo, de onde infletiu para Fernando de Noronha, onde chegaram às 12:20 h, perfazendo 2595 quilómetros em 18:12 h de voo. Recebidos pelo diretor do presídio na ilha, este exclamou: "Não sabíamos de nada! Mais a mais, os aviões não costumam chegar, pelo ar, a Fernando de Noronha."
O voo prosseguiu com escalas no Recife, em Natal e no Rio de Janeiro. Nesta última cidade, Sarmento Beires escreveu no seu diário: "Batemos um recorde, 14 discursos em 12 horas". De Portugal, apenas chega um telegrama de felicitações assinado por Gago Coutinho: a viagem desagradara à ditadura militar Portuguesa, que ordenou o regresso, frustrando a viagem de circum-navegação. Em Natal, no retorno, encontram o Jahu, o avião brasileiro que tinha acabado de realizar a primeira travessia aérea sem escalas do Atlântico Sul.
A 5 de junho descolam de Belém. Uma porta mal reparada solta-se em pleno voo, rasgando uma asa: é o fim da aeronave, retornando a tripulação de barco a Lisboa.

## Dados genealógicos
Nasceu na freguesia da Lapa, em Lisboa, a 4 de setembro de 1892. Filho do capitão de Artilharia José de Beires (Almacave, Lamego, 30 de maio de 1857 – Foz do Douro, Porto, 2 de julho de 1909) e de sua mulher Maria do Patrocínio de Castro e Ferreira Sarmento (Lapa, Lisboa, 11 de novembro de 1866 – 26 de dezembro de 1895).
Irmão de Rodrigo Sarmento de Beires (1895-1975), doutorado em Ciências Matemáticas e professor catedrático na Faculdade de Ciências da Universidade do Porto.
Casou primeira vez a 25 de março de 1920 com Maria Luísa Lalande (1892-1969), da qual se divorciou e da qual não teve descendência.
Casou segunda vez no Porto, a 9 de janeiro de 1958, com Lucília Guimarães Lima, natural de Braga (freguesia de Cividade), da qual também não teve descendência.
Morreu a 8 de junho de 1974, na freguesia de Ramalde, no Porto.

## Obra
- "Sinfonia do Vento" (versos), Seara Nova, 1924;
- "Carta do Capitão Aviador José Manuel Sarmento de Beires dirigida aos seus irmãos da Sociedade Teosófica antes da sua partida em avião para a Índia" (carta impressa em folheto), Sociedade Teosófica de Portugal, 1924;
- "De Portugal a Macau" (narrativa de memórias), Seara Nova, 1925;
- "A cidade do sol" (romance utópico), Livraria Clássica Editora, 1926;
- "Asas que Naufragam", Livraria Clássica Editora, 1927;
- "Trajectórias" (romance), editora A. M. Teixeira, 1930;[10]